# Flik 71D
La Fliegerkompanie 71D (abbreviata in Flik 71D o Divisions-Kompanie 71) era una delle squadriglie della Kaiserliche und Königliche Luftfahrtruppen.

## Storia

### Prima guerra mondiale
La squadriglia fu creata a Strasshof an der Nordbahn, in Austria, e dopo essersi formata il 14 gennaio 1918, fu diretta al teatro italiano a Giai di Gruaro. Nel giugno del 1918, si unì all'Armata dell'Isonzo nella fallita Battaglia del Solstizio. Fu poi riqualificata da battaglia e scorta (Schutzflieger- und Schlachtflieger-Kompanie 71, Flik 71S).
Al 15 ottobre era Giai con 17 Hansa-Brandenburg C.I.
Dopo la guerra, l'intera aviazione austriaca fu liquidata.